# Xiao Zhan
Dans ce nom, le nom de famille, Xiao, précède le nom personnel.
Xiao Zhan (chinois simplifié: 肖战; pinyin: Xiāo Zhàn), né le 5 octobre 1991, est un acteur et chanteur chinois. Membre du boys band chinois X Nine depuis 2015, Xiao Zhan s'est fait connaître en tant qu'acteur en Chine par ses rôles dans les séries The Wolf (2017) Oh! My Emperor  (2018) et The Untamed (2019). 

## Biographie
Xiao Zhan est né le 5 octobre 1991 à Chongqing, en Chine. Dès son plus jeune âge, il a appris le dessin et le violon. Diplômé de l'Institut des Arts et du Design moderne de l'Université des Technologies et des Affaires de Chongqing (CTBU), il a travaillé en tant que graphiste avant de commencer sa carrière de chanteur. 

## Carrière

### 2015-2018: Intégration au groupeX NINEet débuts de carrière
Xiao Zhan fait ses débuts en tant que chanteur en 2015 avec le groupe X NINE, qui s'est formé à l'issue de l'émission de télé-réalité X Fire (燃烧吧少年) et qui a sorti son premier album en septembre 2016. 
En 2016, Xiao fait ses débuts d'acteur dans la série fantastique Super Star Academy. La même année, il fait une apparition dans la série Shuttle Love Millennium. En 2018, Il incarne le rôle de Beitang Moran dans la série historique Oh! My Emperor et interprète la bande originale Stepping on Shadows. Il intègre par la suite la série d'action Battle Through the Heavens et The Wolf.

### 2019-présent: Popularité en hausse
En 2019, Xiao Zhan joue dans la série The Untamed, grâce à laquelle il se fait connaitre en tant qu'acteur à l'échelle internationale. La même année, il réalise une percée en incarnant le rôle de Zhang Xiaofan dans le film Jade Dynasty, adapté du roman Zhu Xian. En Thaïlande, le film a établi un nouveau record en tant que film de langue chinoise le plus rentable en 10 ans. 
En 2020, Xiao Zhan participe au Gala de Nouvel An de CCTV, mettant en scène un sketch intitulé Like you like me. Il est également nommé ambassadeur du Gala de Nouvel An de la chaîne de télévision de Pékin. En tant que chanteur, Xiao Zhan a sorti le single "Spot Light" (光点) à la fin du mois d'avril 2020. Avec un volume de ventes de 25,48 millions, il a établi le record du monde de l'album numérique le plus vendu dans les 24 heures suivant sa sortie.

## Discographie

### Singles
| Année | Titre anglophone           | Titre chinois | Album                           | Notes                                        | Références |
| ----- | -------------------------- | ------------- | ------------------------------- | -------------------------------------------- | ---------- |
| 2018  | Stepping on Shadows        | 踩影子        | Oh! My Emperor OST              |                                              |            |
| 2018  | Battle Through the Heavens | 斗破苍穹      | Battle Through the Heavens OST  | Feat Wu Jiacheng, Peng Chuyue et Gu Jiacheng | [ 14 ]     |
| 2018  | Satisfied                  | 满足          |                                 |                                              | [ 15 ]     |
| 2019  | Unrestrained               | 无羁          | The Untamed OST                 | Feat Wang Yibo                               | [ 16 ]     |
| 2019  | Unrestrained               | 无羁          | The Untamed OST                 | Version solo                                 | [ 16 ]     |
| 2019  | Song Ends with Chen Qing   | 曲尽陈情      | The Untamed OST                 |                                              | [ 17 ]     |
| 2019  | Asking Youth               | 问少年        | Jade Dynasty OST                |                                              | [ 18 ]     |
| 2019  | Two Tigers                 | 两只老虎      | Two Tigers OST                  |                                              | [ 19 ]     |
| 2019  | Remaining Years            | 余年          | Joy of Life OST                 |                                              | [ 20 ]     |
| 2019  | Blue Sea Ambition          | 沧海一声笑    | New Smiling, Proud Wanderer OST |                                              | [ 21 ]     |
| 2020  | Sing in a Thousand Years   | 千年一声唱    | Everlasting Classics Season 3   | Feat Na Ying                                 | [ 22 ]     |
| 2020  | Bamboo Stone               | 竹石          | Everlasting Classics Season 3   |                                              | [ 23 ]     |
| 2020  | Light Spot                 | 光点          |                                 |                                              | ,          |

### Autres participations
| Année | Titre anglophone             | Titre chinois | Album                                                                | Notes                                                                                      | Références |
| ----- | ---------------------------- | ------------- | -------------------------------------------------------------------- | ------------------------------------------------------------------------------------------ | ---------- |
| 2019  | My Motherland and I          | 我和我的祖国  | La jeunesse chante pour la patrie (Youth for the Motherland Singing) | Campagne musicale pour célébrer le 70e anniversaire de la République populaire de la Chine | [ 26 ]     |
| 2019  | My Chinese Heart             | 我的中国心    | La jeunesse chante pour la patrie (Youth for the Motherland Singing) | Campagne musicale pour célébrer le 70e anniversaire de la République populaire de la Chine | [ 27 ]     |
| 2019  | The Best Summer              | 最好的夏天    | La jeunesse chante pour la patrie (Youth for the Motherland Singing) | Campagne musicale pour célébrer le 70e anniversaire de la République populaire de la Chine | [ 28 ]     |
| 2020  | Firmly Believe Love Will Win | 坚信爱会赢    |                                                                      | Chanson en soutien à la lutte contre la pandémie de Covid-19                               | [ 29 ]     |
| 2020  | Sui Sui Ping An              | 岁岁平安      |                                                                      | Chanson en soutien à la lutte contre la pandémie de Covid-19                               | [ 30 ]     |
| 2020  | Ode to the Red Plum Blossoms | 红梅赞        |                                                                      | Campagne musicale "Beautiful China"                                                        | [ 31 ]     |

## Filmographie

### Films
| Année | Titre anglophone               | Titre chinois        | Rôle          | Notes | Références |
| ----- | ------------------------------ | -------------------- | ------------- | ----- | ---------- |
| 2018  | Monster Hunter 2               | 捉妖记2              | Petit démon   | Caméo | [ 32 ]     |
| 2019  | The Rookies                    | 素人特工             | Yuan Jinglin  | Caméo | [ 33 ]     |
| 2019  | Jade Dynasty                   | 诛仙                 | Zhang Xiaofan |       | [ 34 ]     |
| 2025  | La Légende des héros du condor | 射雕英雄传：侠之大者 |               |       | [ 35 ]     |

### Séries télévisées
| Année | Titre anglophone           | Titre chinois               | Rôle          | Chaîne   | Notes | Références |
| ----- | -------------------------- | --------------------------- | ------------- | -------- | ----- | ---------- |
| 2016  | Super Star Academy         | 超星星学园                  | Fang Tianze   | Tencent  |       |            |
| 2016  | Shuttle Love Millennium    | 相爱穿梭千年2：月光下的交换 | Boss Liang    | Hunan TV | Caméo |            |
| 2018  | Oh! My Emperor             | 哦！我的皇帝陛下            | Beitang Moran | Tencent  |       |            |
| 2018  | Battle Through the Heavens | 斗破苍穹                    | Lin Xiuya     | Hunan TV |       |            |
| 2019  | The Untamed                | 陈情令                      | Wei Wuxian    | Tencent  |       |            |
| 2019  | Joy of Life                | 庆余年                      | Yan Bingyun   | Tencent  |       | [ 36 ]     |
| 2020  | Heroes in Harm's Way       | 最美逆行者                  | Cai Ding      | CCTV     |       | [ 37 ]     |
| TBA   | The Wolf                   | 狼殿下                      | Ji Chong      | iQiyi    |       |            |
| TBA   | Douluo Continent           | 斗罗大陆                    | Tang San      | Tencent  |       | [ 38 ]     |
| TBA   | The Oath of Love           | 余生，请多指教              | Gu Wei        | Hunan TV |       | [ 39 ]     |

### Shows TV
| Année | Titre anglophone | Titre chinois | Rôle              | Chaîne            | Références |
| ----- | ---------------- | ------------- | ----------------- | ----------------- | ---------- |
| 2019  | Ai Si Bu Si      | 爱思不si      | Invité            | Kuran             | [ 40 ]     |
| 2019  | Our Song         | 我们的歌      | Membre du casting | Dragon Télévision | [ 41 ]     |